# Liste der Stolpersteine in Bad Marienberg (Westerwald)
Die Liste der Stolpersteine in Bad Marienberg (Westerwald) enthält alle Stolpersteine, die im Rahmen des gleichnamigen Projekts von Gunter Demnig für Bad Marienberg (Westerwald) zum Verlegen geliefert wurden. Mit ihnen soll an Opfer des Nationalsozialismus erinnert werden, die in Bad Marienberg lebten und wirkten.

## Verlegte Stolpersteine
| Person, Inschrift | Adresse        | Bild                           | Verlege- datum | Weitere Informationen                                                                                            |
| --- | -------------- | ------------------------------ | -------------- | --- |
| Hier wohnte Ernst Steub Jg.1891 im Widerstand KPD verhaftet 23.12.1937 Buchenwald entlassen 15.6.1939                                                                           | Bachstraße 6 · | Stolperstein für Ernst Steub   | 29. Mai 2021   | Der Stolperstein für Ernst Steub wurde wegen der Coronabeschränkungen an die Stadt zur Selbstverlegung geliefert |
| Hier wohnte Hermann Kempf Jg. 1900 Im Widerstand/KPD Verhaftet 1933 Gefängnis Wiesbaden, Frankfurt, Freiendiez KZ Esterwegen Entlassen 27.12.1933 Verhaftet Juli 1944 Entlassen | Langgasse 12 · | Stolperstein für Hermann Kempf | 10. März 2024  | Homepage |